# Marco Claudio Marcelo (cónsul 196 a. C.)
Marco Claudio Marcelo (en latín, Marcus Claudius Marcellus; c.239 a. C. - 177 a. C.) fue un militar romano, hijo del cónsul homónimo Marco Claudio Marcelo en 222 a. C. Fue cónsul en 196 a. C. junto a Lucius Furius Purpureo

## Su juventud junto a su padre
La primera cita sobre Marcelo aparece en la obra de Tito Livio cuando su padre, entonces un edil curul, emprendió una denuncia ante el senado contra su colega Scantinius Capitolinus por haber tenido contactos impropios con su joven y bello hijo. El joven Marcelo, convenció al senado de la culpabilidad del hombre y su padre recibió una compensación en artículos de plata que donó al templo. De este episodio se deduce que tenía al menos 7 años, probablemente 13 en la fecha del incidente (alrededor de 226 a. C.). Este acontecimiento daría nombre más tarde a una ley, Lex Scantinia promulgada en 149 a. C.
Participó en la segunda guerra púnica, junto con su padre en varias campañas militares incluida la famosa batalla contra Siracusa. Se convirtió en tribuno militar bajo el mando de su padre. Fue herido cuando los dos cónsules cayeron en una emboscada en 208 a. C. muriendo su padre y resultando gravemente herido el otro cónsul. No obstante su grave herida, lo encontramos poco después encargado por el cónsul Tito Quincio Crispino de conducir las tropas del ejército de su padre a sus cuarteles en Venusia.
A su regreso a Roma, recibió de Aníbal las cenizas de su padre, sobre las cuales pronunció su oración fúnebre
En 205 a. C. le dedicó el templo de Virtus, cerca de la Porta Capena, que había sido prometido por su padre, pero aún estaba sin terminar en el momento de su muerte.

## Sus primeras magistraturas
Al año siguiente (204 a. C.) ocupó el cargo de tribuno de la plebe. En este puesto fue uno de los encargados de acompañar al pretor, Marco Pomponio Matón, para investigar la acusación de sacrilegio interpuesto por los locrios contra Escipión el Africano, así como a su lugarteniente, Pleminio.
Cuatro años más tarde (200 a. C.) fue edil curul con Sexto Elio Peto Cato, los cuales prestaron una brillante magistratura por la cantidad de grano que importaron a bajo precio procedente de África, así como por la magnificencia con que celebraban los juegos romanos.
En el año 198 a. C. fue elegido uno de los pretores, y obtuvo Sicilia como su provincia, con una fuerza de 4.000 infantes y 300 jinetes, pero sus servicios se limitaron a enviar suministros a los ejércitos romanos en Grecia.

## Su consulado
Después del intervalo habitual de dos años obtuvo el consulado, con L. Furius Purpureo, en 196 a. C..
Su objetivo principal era obtener la renovación o la continuación de la guerra de Macedonia, a la que había puesto fin Flaminino, pero este deseo se vio frustrado por el pueblo, que ratificó la paz que había concluido este último con Filipo, y Marcelo se vio obligado a contentarse con la conducción de la guerra en la Galia Cisalpina. 
Aquí en un primer encuentro sufrió una derrota ante los Boyos, pero esto se vio pronto compensado con una brillante victoria sobre los ínsubres, y la conquista de la importante ciudad de Comum. Además de esto, en conjunto con su colega Purpúreo, obtuvo algunas victorias sobre los boios y ligures y a su regreso a Roma fue, por unanimidad, honrado con un triunfo.

## Censura
En ese mismo año fue nombrado pontifex, en el lugar de C. Sempronio Tuditano. En 193 a. C., sirvió de nuevo en la Galia Cisalpina como uno de los lugartenientes del cónsul Lucio Cornelio Mérula y participó en la gran victoria que obtuvo este sobre los Boios.
Marco Claudio Marcelo fue elegido censor, junto con Tito Quincio Flaminino, en el año 189 a. C., un honor que se vio ensalzado en este caso por los distinguidos competidores sobre los cuales obtuvo la preferencia. Su censo fue marcado por la admisión de la gente de Formia, Fundi y Arpinum a los derechos plenos de ciudadanos romanos.
En 184 a. C. estuvo encargado de la comisión que investigó los cargos de malversación contra [Escipión el Africano y su hermano Lucio Cornelio Escipión Asiático. Publio fue exonerado, pero Lucio fue condenado a pagar una multa, que no quiso pagar y que provocó que estuviese a punto de ir a la cárcel. Fue el fin de la carrera política de ambos.
A partir de esto no hay más datos de él hasta su muerte, en 177 a. C.